# همستر رومانیایی
همستر رومانیایی (نام علمی: Mesocricetus newtoni) نام گونه‌ای از زیرخانواده همستر است.